# ياباتيرا

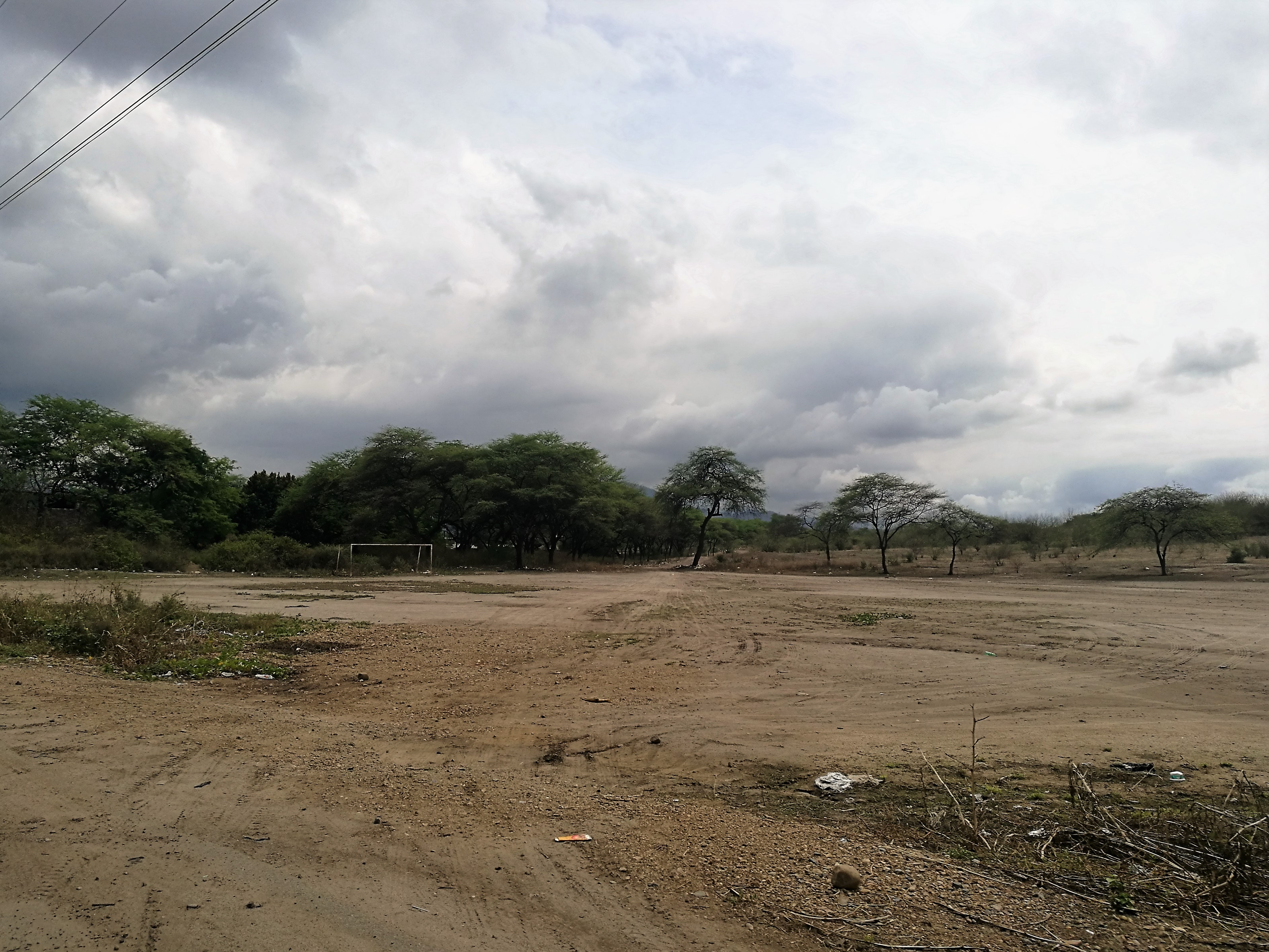
ملعب كرة قدم عند مدخل ياباتيرا

ياباتيرا مدينة يعمرها أفارقة بيرو توجد في إقليم بيورا في بيرو على مقربة من مدينة تشولوكاناس. وهي بلدة فلاحية.